# 一硅化锰
一硅化锰是一种无机化合物，化学式为MnSi，它是锰的硅化物之一。尽管它的Mn:Si比为1:1，但是它的晶胞参数及其它性质都和晶体的合成或处理过程相关。
它的纳米线可由锰和硅在管式炉内通过热化学气相沉积法反应制得。